# Dianthus broteri
Dianthus broteri  (лат.) — многолетнее травянистое растение; вид рода Гвоздика (Dianthus) семейства Гвоздичные (Caryophyllaceae).
Видовое латинское название дано в честь португальского ботаника Фелиша ди Авелара Бротеру (1744—1828), впервые описавшего это растение под названием Dianthus fimbriatus.
Стебли длиной до 65 см, разветвлённые. Цельные листья, без прилистников, длиной до 8 см, шириной 0,35 см, линейно-ланцетные. Цветы обычно единичные. Цветы гермафродиты[неизвестный термин]. Венчик розовый или белый. Лепестки 25-35 мм. Плод — цилиндрическая капсула[неизвестный термин]. Семена 2,5-3 мм, округлой или продолговатой формы.
Вид распространён в южных прибрежных районах Испании, Гибралтара и Португалии. Населяет каменистые площади, особенно на известняках.
Цветение и плодоношение длится с мая по ноябрь.

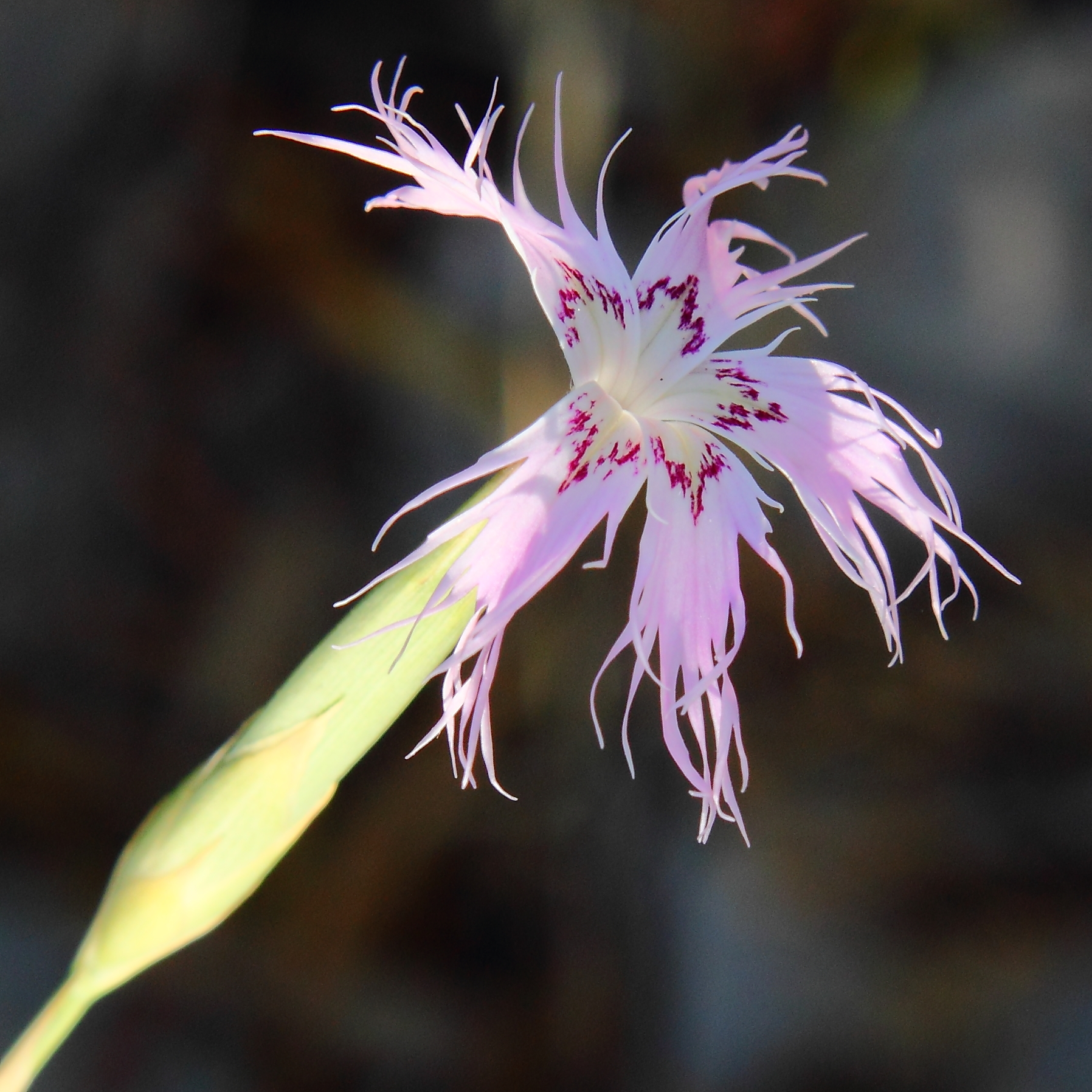
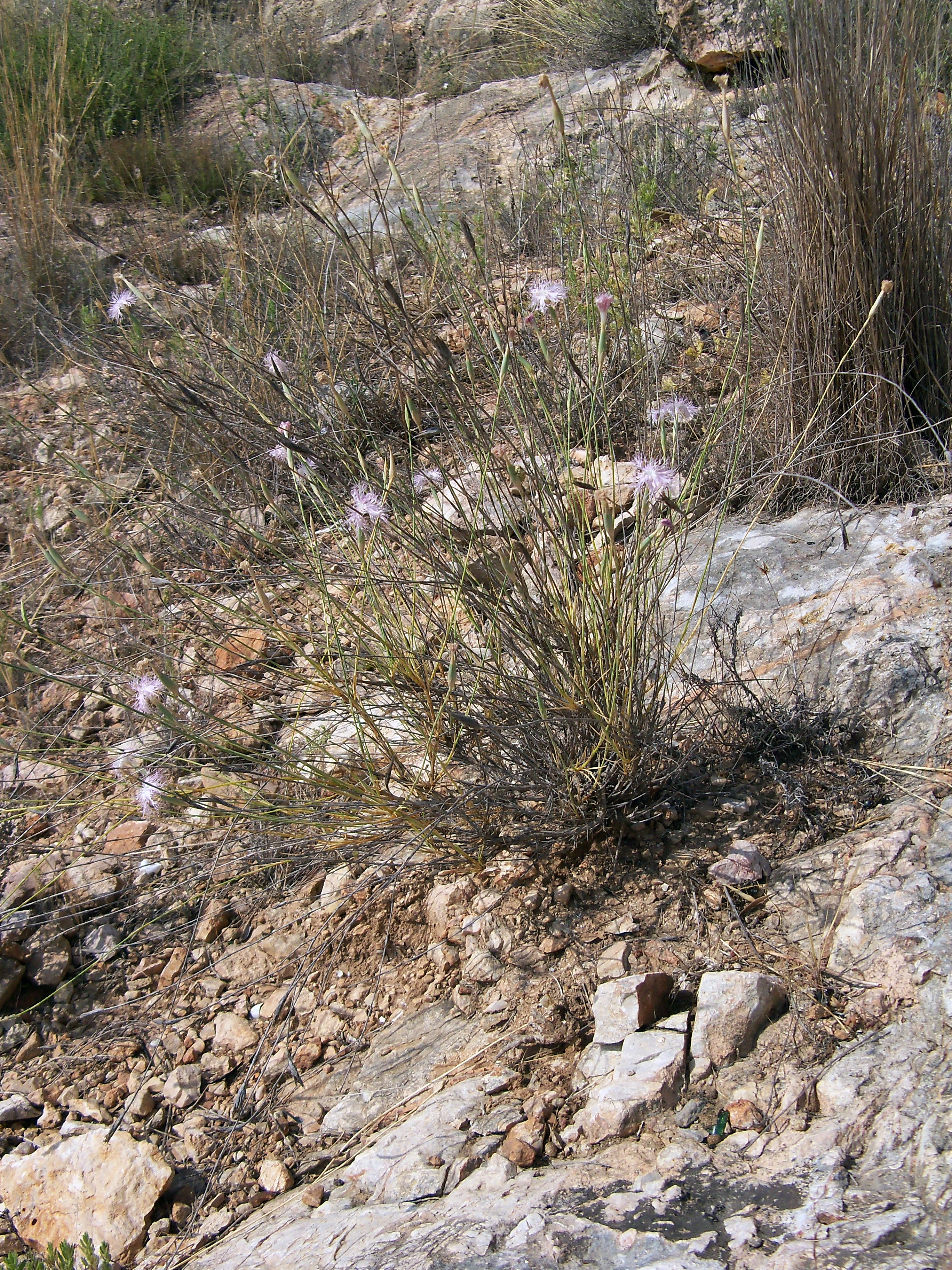